# Chiraps
Chiraps is een geslacht van vlinders van de familie bladrollers (Tortricidae), uit de onderfamilie Tortricinae.

## Soorten
- C. alloica (Diakonoff, 1948)
- C. chlorotypa (Meyrick, 1934)
- C. phaedra Diakonoff, 1983